# Fifflaren
Fifflaren（英:フィフラーレン）は、スウェーデン出身の元プロゲーマー。『カウンターストライク』のプロシーンにおける、NiPの元メンバーとして知られる。

## 経歴

### CSシリーズとの出会い
カウンターストライクシリーズはCS1.5からプレイし始めた。CS1.5は嗜む程度であったといい、小規模のLANパーティーに参加して優勝したこともあったが、「チーム内では必ずしも（実力は）トップではなかった」と語っている。2005年、近所に住んでいたKyoChi（キヨシ）に薦められ、CS:Sをプレイし始めた。これを機に、Fifflarenはスウェーデンの小規模な大会に参加した。その後はより本格的なトーナメントに参加すべく、活動タイトルをCS:Sに移行。KyoChiが結成したチームに加わった。そのチームには既にCPLで名を馳せていた"HaZ"（ハズ）がいた。2回ほどトーナメントに参加したが、Fifflarenの実力に対して数人のメンバーが活動の継続を望まなかった。これを受け、5〜6ヶ月間、Fifflarenは活動を休止した。復帰後はAdastraに加入した。これがキャリアにおいて所属期間が最も長いチームとなった。

### プロ入りから引退まで
CGSシーズン2にてプロとして指名され、初の給料を得る。
2012年、NiPが再結成された。Source Engineに対する知識が評価され、Fifflarenはそのメンバーに選ばれた。NiPはCS1.6の有名プレイヤーであるGeT_RiGhT、Xizt、f0restや、共にIBMに勤務し、古くから活動を共にしてきたfribergがいた。Fifflarenはライフラー（Rifler）、IGLとしての経験が豊富であったが、NiPではスナイパー（AWPer）を担った。その後NiPは半年もの間にわたってオフライン大会無敗を誇る世界ランキングトップのチームに成長した。この快進撃について、Fifflarenは「これほど成功を収めるとは思っていなかった」と語っている。
2013年後期より、衰えや他チームによる攻略によって成績が著しく悪化した。EMS One Katowice 2014では9キル44デスという散々な結果に終わった（NiPは準優勝）。
成績の悪化から次第にFifflarenへのバッシングが加熱し、最終キルレートは0.95と、低迷した。これが低水準であることは、同時期のfribergのキルレートが1.09であることからも分かる。
2014年11月、NiPを去ると同時にプロシーンから引退した。この引退を受けて、チームメイトであったGeT_RiGhTは「悲しいです。引退が決まった時は泣いてしまいました。色々な感情が交錯していますが、まとめて言うならば、悲しく、残念です」とインタビューで語っている。また、GeT_RiGhTは「Fifflarenは長年のバッシングに屈するかたちで引退したのか?」という問いに対し、「そうではなく、自分の力量の限界とチームのためを思ってでしょう。誰もが永遠にプロでプレイできるわけではありませんから。私達はよく、サッカー選手に例えられます。試合で最も活躍する選手がいる一方、必ず最も活躍できなかった選手がいます。ただ、彼は間違いなく最も成功したプロゲーマーの一人ですし、彼とプレイできたことは私の良い経験となりました」と答えた。Fifflaren自身は引退後のインタビューにて「彼らとプレイできて本当によかったです。私は最も下手だったため、誰も引き受けなかったスナイパー（AWPer）を担いました。スナイパーの練習に注力したので、アサルトライフルの実力は落ち、スナイパーは研究を重ねても成績は向上しませんでした。日に日にバッシングは増えました。これからはeSportsに携わって生活することはないと思います。彼女を優先して生活したいです」と語っている。

### その後
2015年、FifflarenはTwitchにコメンテーター兼解説者として雇用された。これからはプレイする選手側でなく、試合を批評する側として関わっていくという。この雇用によってFifflarenはアメリカへ引っ越した。これについては、「アメリカへ引っ越してしばらくは苦悩もあった。予約のやり方、色々困りましたから。今はオフィスに自分のスペースがあって、良き同僚もいる。文句を言うことは一つもない」と語っている。